# Coolidge (Georgia)
Coolidge è una città degli Stati Uniti d'America, situata in Georgia, nella Contea di Thomas.